# Les Rayons X
Les Rayons X er en fransk stumfilm fra 1898 af Georges Méliès.